# أشلي بانفيلد
أشلي بانفيلد (بالإنجليزية: Ashleigh Banfield)‏ هي صحفية أمريكية وكندية، ولدت في 29 ديسمبر 1967 في وينيبيغ في كندا.

## وصلات خارجية
- الموقع الرسمي
- أشلي بانفيلد على موقع IMDb (الإنجليزية)
- أشلي بانفيلد على موقع إن إن دي بي (الإنجليزية)
- أشلي بانفيلد على موقع قاعدة بيانات الفيلم (الإنجليزية)